# Нора Кевеш
Нора Кевеш (угор. Nóra Köves; нар. 13 червня 1971) — колишня угорська тенісистка.
Найвищу одиночну позицію світового рейтингу — 181 місце досягла 24 травня 1999, парну — 138 місце — 7 червня 1999 року.
Здобула 4 одиночні та 10 парних титулів туру ITF.
Найвищим досягненням на турнірах Великого шолома було 2 коло в парному розряді.

## Фінали ITF

### Одиночний розряд: 7 (4–3)
| Легенда          |
| ---------------- |
| турніри $100,000 |
| турніри $75,000  |
| турніри $50,000  |
| турніри $25,000  |
| турніри $10,000  |

| Фінали за покриттям |
| ------------------- |
| Тверде (3–1)        |
| Ґрунт (1–0)         |
| Трава (0–0)         |
| Килим (0–2)         |

| Результат | Ранг | Дата              | Турнір                        | Покриття  | Суперниця        | Рахунок            |
| --------- | ---- | ----------------- | ----------------------------- | --------- | ---------------- | ------------------ |
| Поразка   | 1.   | 27 листопада 1989 | ITF Будапешт, Угорщина        | Килим (i) | Каріна Габшудова | 4–6, 1–6           |
| Перемога  | 1.   | 30 вересня 1996   | ITF Салоніки, Греція          | Тверде    | Елені Даніліду   | 6–3, 6–2           |
| Поразка   | 2.   | 9 грудня 1996     | ITF Пршеров, Чехія            | Килим (i) | Квета Пешке      | 2–6, 3–6           |
| Поразка   | 3.   | 24 лютого 1997    | ITF Яффа, Ізраїль             | Тверде    | Ципора Обзилер   | 5–7, 4–6           |
| Перемога  | 2.   | 16 червня 1997    | ITF Таллінн, Естонія          | Тверде    | Олена Воропаєва  | 6–1, 6–2           |
| Перемога  | 3.   | 23 червня 1997    | ITF Båstad 2, Швеція          | Ґрунт     | Анніка Ліндстедт | 4–6, 7–6(7–4), 6–2 |
| Перемога  | 4.   | 1 лютого 1999     | ITF Веллінгтон, Нова Зеландія | Тверде    | Наталі Грандін   | 6–2, 6–2           |

### Парний розряд: 23 (10–13)
| Легенда          |
| ---------------- |
| турніри $100,000 |
| турніри $75,000  |
| турніри $50,000  |
| турніри $25,000  |
| турніри $10,000  |

| Фінали за покриттям |
| ------------------- |
| Тверде (4–4)        |
| Ґрунт (6–8)         |
| Трава (0–0)         |
| Килим (0–1)         |

| Результат | Ранг | Дата              | Турнір                                        | Покриття   | Партнерка          | Суперниці                            | Рахунок            |
| --------- | ---- | ----------------- | --------------------------------------------- | ---------- | ------------------ | ------------------------------------ | ------------------ |
| Поразка   | 1.   | 20 червня 1988    | ITF Bad Gastein, Австрія                      | Ґрунт      | Флорентіна Курпене | Аурелія Ґеорґе Нелія Круґер          | 4–6, 6–7           |
| Поразка   | 2.   | 1 травня 1989     | ITF Сецце, Італія                             | Ґрунт      | Віраг Чурго        | Генрієтте К'єр Нільсен Наталі Чан    | 0–6, 6–3, 3–6      |
| Поразка   | 3.   | 8 травня 1989     | ITF Шварцах, Австрія                          | Ґрунт      | Віраг Чурго        | Есмір Гогендорн Штефані Ремке        | w/o                |
| Поразка   | 4.   | 9 липня 1990      | ITF Суб'яко, Італія                           | Ґрунт      | Віраг Чурго        | Кайлі Джонсон Барбара Мулей          | 6–7, 0–6           |
| Перемога  | 1.   | 6 листопада 1995  | ITF Санто-Домінго, Домініканська Республіка   | Ґрунт      | Ребекка Єнсен      | Кейрстен Еллі Енджела Бернал         | 2–6, 6–1, 6–3      |
| Перемога  | 2.   | 8 січня 1996      | ITF Сан-Антоніо, США                          | Тверде     | Пем Нелсон         | Обата Саорі Урабе Намі               | 2–6, 6–4, 6–1      |
| Перемога  | 3.   | 15 січня 1996     | ITF The Вудлендс, США                         | Тверде     | Келлі Пейс-Вілсон  | Еріка Адамс Клер Сешшинс Бейлі       | 7–5, 4–6, 6–2      |
| Перемога  | 4.   | 10 червня 1996    | ITF Будапешт, Угорщина                        | Ґрунт      | Віраг Чурго        | Анхелес Монтоліо Фабіола Сулуага     | 5–7, 7–5, 6–2      |
| Поразка   | 5.   | 7 жовтня 1996     | ITF Нікосія, Кіпр                             | Ґрунт      | Андреа Носай       | Петра Рацлавська Бланка Кумбарова    | 5–7, 2–6           |
| Поразка   | 6.   | 28 жовтня 1996    | ITF Кюрасао, Нідерландські Антильські острови | Тверде     | Джоанн Мур         | Кейрстен Еллі Джекі Мо               | 1–6, 6–3, 4–6      |
| Перемога  | 5.   | 11 листопада 1996 | ITF San Salvador 2, Сальвадор                 | Ґрунт      | Джоанн Мур         | Ліза Андріяні Х'яна Гутьєррес        | 2–6, 7–5, 7–6(7–1) |
| Поразка   | 7.   | 3 лютого 1997     | ITF Рейк'явік, Ісландія                       | Килим (i)  | Адрієнн Хегюдюш    | Лінда Янссон Анніка Ліндстедт        | 6–4, 1–6, 2–6      |
| Поразка   | 8.   | 24 лютого 1997    | ITF Яффа, Ізраїль                             | Тверде     | Патрісія Маркова   | Мілена Неквапілова Гана Шромова      | 4–6, 2–6           |
| Поразка   | 9.   | 31 березня 1997   | ITF Makarska 1, Хорватія                      | Ґрунт      | Гелена Вілдова     | Євгенія Куликовська Кароліна Шнайдер | 1–6, 6–4, 4–6      |
| Перемога  | 6.   | 19 травня 1997    | ITF Сарагоса, Іспанія                         | Ґрунт      | Кім де Вейлле      | Ева Бес Лурдес Домінгес Ліно         | 7–6(7–4), 6–4      |
| Поразка   | 10.  | 16 червня 1997    | ITF Таллінн, Естонія                          | Тверде     | Кірсі Лампінен     | Магдалена Кучерова Габріела Кучерова | 4–6, 1–6           |
| Поразка   | 11.  | 6 жовтня 1997     | ITF Салоніки, Греція                          | Тверде     | Адрієнн Хегюдюш    | Катя Альтілія Шарлотте Оґор          | 6–7(5–7), 1–6      |
| Перемога  | 7.   | 6 липня 1998      | ITF Пухгайм, Німеччина                        | Ґрунт      | Віраг Чурго        | Зілке Маєр Ясмін Вер                 | 4–6, 6–0, 6–3      |
| Поразка   | 12.  | 13 липня 1998     | ITF Дармштадт, Німеччина                      | Ґрунт      | Віраг Чурго        | Лоранс Куртуа Нелле ван Лоттум       | 5–7, 2–6           |
| Поразка   | 13.  | 14 вересня 1998   | ITF Оточець, Словенія                         | Ґрунт      | Драгана Зарич      | Катарина Среботнік Ясмін Вер         | 2–6, 3–6           |
| Перемога  | 8.   | 15 лютого 1999    | ITF Редбрідж, Велика Британія                 | Тверде (i) | Драгана Зарич      | Ленка Немечкова Патріція Вартуш      | 6–1, 6–4           |
| Перемога  | 9.   | 1 березня 1999    | ITF Biel 1, Швейцарія                         | Тверде (i) | Драгана Зарич      | Лаура Бао Марілен Лузі               | 6–2, 6–2           |
| Перемога  | 10.  | 8 травня 2000     | ITF Суонсі, Велика Британія                   | Ґрунт      | Драгана Зарич      | Наталія Єгорова Катерина Сисоєва     | 2–6, 6–4, 6–3      |